# سوبر نوفا (لغة برمجة)
سوبر نوفا (بالإنجليزية: Supernova)‏ وتعني النجم المتفجر، هي لغة برمجة جديدة أطلق الإصدار الأول منها في 19/3/2010، سوبر نوفا تعد من لغات الجيل الخامس من حيث البناء الداخلى حيث تم بناء اللغة على أنها نظام خبير، أما من ناحية الاستخدام فهي تصنف ضمن اللغات التي تسمى باللغات الطبيعية حيث أن اللغة سهلة القراءة بحيث تحاكى اللغة الطبيعية للإنسان، فيمكن من خلالها كتابة الأوامر باللغة البشرية بدون تعقيد ولكن طبعا هناك قواعد خاصة باللغة فهي لغة برمجة وليست لغة تواصل.
يدعم الإصدار الأول من اللغة لغتين في كتابة الكود وهي اللغة الإنجليزية و‌اللغة العربية، تعتبر قواعد اللغة سهلة وبسيطة جدا بحيث توفر مرونة وبساطة شديدة في التعبير عما يراد ، اللغة حرة ومفتوحة المصدر، ومسجلة على الموقع العالمي للمشاريع المفتوحة المصدر Sourceforge.Net.

## الهدف
- لغة صممت من أجل الأغراض البحثية وتجربة أفكار جديدة.
- لغة برمجة متخصصة في تطوير التطبيقات الرسومية GUI Applications البسيطة صغيرة الحجم.
- لغة ثنائية تسمح بكتابة الكود بكلمات عربية أو إنجليزية في نفس الوقت.
- تم تصميمها بواسطة مشروع تقنية البرمجة بدون كود لإثبات قدرات التقنية عمليا.[5]

## برنامج Hello World
يمكن كتابة برنامج الترحيب بكلمات عربية كالتالى
```
انا اريد نافذة والنافذة تحت عنوان هو مرحبا.

```

يمكن كتابة البرنامج باللغة الإنجليزية كالتالى
```
.I want window and the window title is hello world

```